# FreeBound
FreeBound es una iniciativa con el fin de lograr un juego similar a GunBound en Linux, después de que Softnyx (creadora de GunBound) se negara a portar su juego y la desilusión por parte del autor, de la nueva revisión de GunBound. Actualmente está en desarrollo.

## Finalidad
De acuerdo con su página web, el proyecto FreeBound intenta crear algo parecido a GunBound para sistemas Unix y Windows. Define que debe acabarse con los tres grandes problemas del GunBound actual: el cash, el lag y los hacks (estos últimos, mayor y totalitariamente repudiados por los jugadores de verdad, es decir, los jugadores "legales" y honestos).

## Estado y desarrollo
FreeBound es un juego que sería liberado bajo licencia GNU GPL y que está siendo desarrollado por Bruno Espinoza usando la  biblioteca Allegro. Actualmente está en planeación y no existe ninguna liberación de código o binarios. Su propia página informa estar falto de desarrolladores.

## Bibliotecas usadas
- Allegro Game Library
- Compilador GNU MinGW